# Fällanden
Fällanden est une commune suisse du canton de Zurich. La commune de Fällanden comprend le village de Fällanden proprement dit, ainsi que les quartiers de Benglen et Pfaffhausen qui sont d'anciens hameaux agricoles.

## Géographie
Fällanden se trouve entre les pentes nord de la chaîne du Pfannenstiel et la rive occidentale du lac de Greifen. Le village de Fällanden se trouve au pied des collines dans la vallée de la Glatt (453 m). Benglen et Pfaffhausen se trouvent sur des replats des collines à environ 150 mètres au-dessus du village.

### Jörentobel
Le ravin appelé Jörentobel ou Fällandertobel comporte une série de blocs erratiques des Alpes glaronaises. Il fait partie de l'Inventaire fédéral des paysages, sites et monuments naturels d'importance nationale et des Géotopes suisses. Les blocs du Jörentobel se trouvent dans le lit du ruisseau Jörenbach ou à proximité. Dans le paysage morainique des bords du lac de Greifen, le Jörenbach a érodé un sous-sol composé de moraines et de molasses. Le cours d'eau a ainsi mis a nu des centaines de blocs de pierre entre lesquels il se fraie un chemin sans pouvoir les emporter. Les blocs sont principalement en verrucano. Ils ont été apportés de la Sernftal (vallée du canton de Glaris) par le glacier du Rhin il y a environ 20 000 ans.
Ce ravin, avec sa hêtraie, est une zone préservée qui constitue un habitat d'importance pour la faune aux abords du Pfannenstiel, en particulier pour le sonneur à ventre jaune.

## Histoire

Photo aérienne prise par Walter Mittelholzer (1923).

## Personnalités
- Gertrud Heinzelmann, suffragette et avocate Suisse.